# Sidekick (serial)
Sidekick este un serial de animație.